# Ранчо-Валькувия
Ра́нчо-Вальку́вия (итал. Rancio Valcuvia) — коммуна в Италии, располагается в провинции Варесе области Ломбардия.
Население составляет 866 человек (2008 г.), плотность населения составляет 217 чел./км². Занимает площадь 4 км². Почтовый индекс — 21030. Телефонный код — 0332.
Покровителями коммуны почитается святитель Фабиан (папа римский) и  святой Себастьян, празднование 20 января.

## Демография
Динамика населения:

## Администрация коммуны
- Официальный сайт: http://www.comune.ranciovalcuvia.va.it/